# 키102

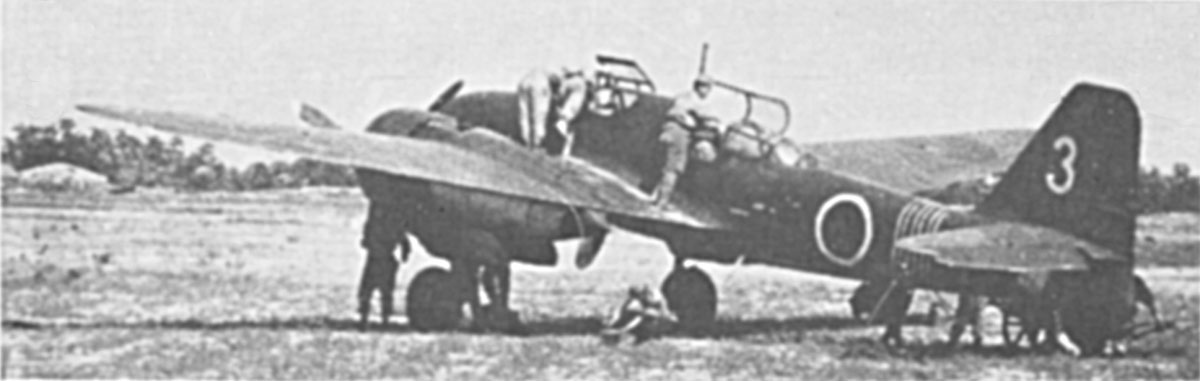
가와사키 Ki-102 (1944년)

5식 복좌 전투기(일본어: 5式複座戦闘機)는 제2차 세계 대전의 막바지이던 1944년에 개발된 일본 제국 육군의 야간 전투기이다. 시제품 명칭은 Ki-102이고 연합군의 코드 네임은 랜디(Randy)이다.
개발사는 전작인 가와사키 Ki-45와 마찬가지로 가와사키 중공업이다. 사실상 가와사키 Ki-45의 개량형으로 여겨진다. 4식 습격기, 5식 습격기, 4식 복좌 전투기라는 이름으로 부르기도 하지만 일본 제국의 공식 기록에서는 5식 복좌 전투기로 나온다.

## 제원
- 전장: 11.45m
- 전폭: 15.57m
- 전고: 3.70m
- 익면적: 34.00m2
- 엔진: 미쓰비시 Ha-112-II Ru 14기통 성형 엔진 (1,120kW, 1,500마력)
- 중량: 7,300kg
- 최대 속도: 580km/h (2식전 2형 기준)
- 무장: 20mm 기관포 2문 57mm 대전차포 1문 7.7mm 1정 (후방)

## 같이 보기
- 드 하빌랜드 모스키토